# 征夷大将軍
征夷大将軍（、旧字体：征夷大將軍）は朝廷の令外官の一つであり、武士の最高栄誉職である。唐名は大樹（たいじゅ）、柳営（りゅうえい）、幕府（ばくふ）、幕下（ばくか、ばっか）。

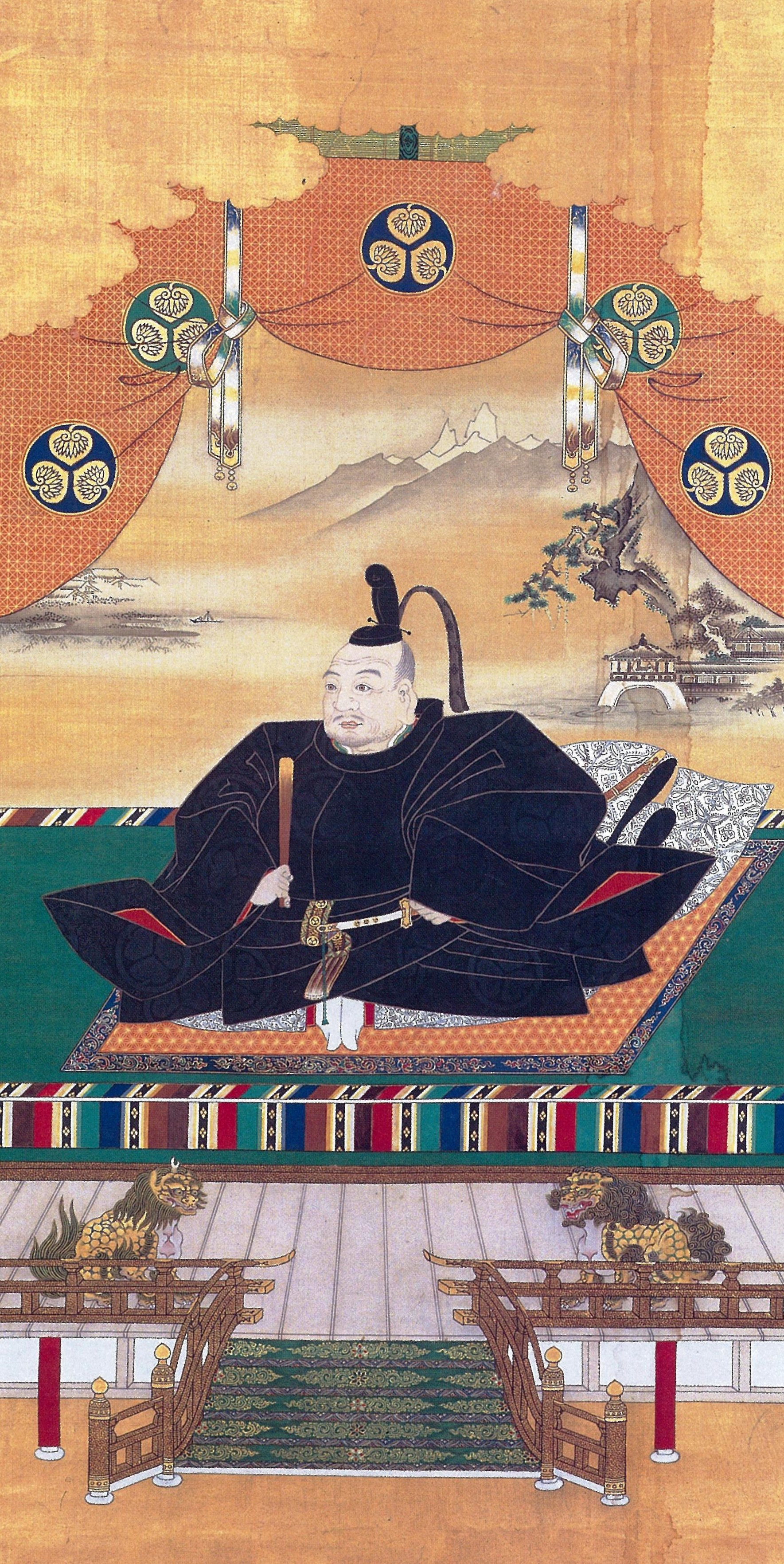
江戸幕府を創設した徳川家康
（在任：慶長8年 - 同10年）

朝廷への貢献が認められた武士を朝廷がこの職に補任する事で武家の棟梁と認めた（源頼朝以降、江戸幕府が倒れるまで）。合わせて公卿（三位以上）へ時間の前後はあるが補任され、公権力の行使や荘園所有なども正当に認められた職だった。征夷大將軍がリーダーとなる政治体制は幕府政治と呼ばれる。

## 概要
飛鳥時代・奈良時代以来、東北地方の蝦夷征討事業を指揮する臨時の官職は、鎮東将軍・持節征夷将軍・持節征東大使・持節征東将軍などさまざまにあった。また「大将軍」については、下毛野古麻呂、大伴安麻呂、大伴旅人などが蝦夷征討以外の目的で任じられた。
東国・奥州を征伐する将軍としては、太平洋側を進軍する征夷将軍（征東将軍）と日本海側を進軍する鎮狄将軍（征狄将軍）がいる。また陸奥国に置かれた軍政府である鎮守府の長官として鎮守府将軍がある。
蝦夷征討の初めての大将軍は、藤原宇合が持節大将軍（じせつたいしょうぐん）に補任された。その後、奈良末期に、紀古佐美が征東大将軍に補任され、その後、大伴弟麻呂が初めて征夷大将軍に任命された。
この征夷大将軍（征夷将軍）の下には、征夷副将軍・征夷軍監・征夷軍曹がなどの役職が置かれ、征東将軍（大使）の下には、征東副将軍（副使）・征東軍監・征東軍曹などが置かれた。
坂上田村麻呂は大伴弟麻呂の後任の「征夷大将軍」に任じられ、阿弖流為を降して勇名を馳せた。
しかし、その後の征夷の将軍は、次の文室綿麻呂は征夷将軍に任ぜられ、征夷大将軍への補任の例は途絶えた。
源頼朝は平氏政権・奥州藤原氏を滅ぼして武家政権（幕府）を創始し、朝廷へ「大将軍」の称号を望み、朝廷は征夷大将軍を吉例として任じた。以降675年間にわたり、武士の棟梁として事実上の日本の最高権力者である征夷大将軍を長とする鎌倉幕府・室町幕府・江戸幕府が、一時的な空白を挟みながら続いた。慶応3年（1867年）徳川慶喜の大政奉還を受けた明治新政府が王政復古の大号令を発し、征夷大将軍職は廃止された。
なお、この三幕府の間、源頼朝から徳川慶喜に至るまで将軍の位階は公卿の中でも従一位～正二位に任じられ、公権力の行使が正当に認められ、圧倒的な権威と地位を持った。将軍を補佐する執権、管領、大老はおおむね従四位どまりであった。

## 歴史

### 奈良・平安時代
征夷将軍（大将軍）は、「夷」征討に際し任命された将軍（大将軍）の一つである。「東夷」に対する将軍としては、和銅2年（709年）3月6日に陸奥鎮東将軍に任じられた巨勢麻呂が最初となる。養老4年（720年）9月29日には多治比縣守が持節征夷将軍に任じられ、同日、「北狄」に対する持節鎮狄将軍に阿倍駿河が任じられた。天平9年（737年）に持節大使に任じられた藤原麻呂は従三位に補任されていた。「大使」はまた別に「将軍」とも呼ばれた。
「征東将軍」の初見は、延暦3年（784年）2月に任命された大伴家持であり、「征東大将軍」の初見は、延暦7年（788年）12月7日に辞見した紀古佐美である。
延暦10年（791年）7月13日に、大伴弟麻呂が征東大使に就任。延暦12年（793年）2月17日、「征東使」は「征夷使」と改められる。
延暦13年（794年）1月1日、『日本紀略』にある「征夷将軍の大伴弟麻呂に節刀を賜うた」の記述が、「征夷将軍（征夷大将軍）」の初見とされる。弟麻呂の副使（副将軍）は坂上田村麻呂だった。
延暦16年（797年）11月5日、坂上田村麻呂が征夷大将軍に昇格。田村麻呂は胆沢の蝦夷のアテルイを撃破し、捕虜として京へ送った。田村麻呂は従三位（のちに正三位）へ補任された。
弘仁2年（811年）4月17日には陸奥按察使だった文室綿麻呂が、蝦夷との交戦に際し征夷将軍に任じられ、同年閏12月11日には蝦夷征討の終了を奏上した。弘仁5年（814年）11月17日、綿麻呂は再度征夷将軍に任じられたものの、実際には征討は行われなかった。

### 源頼朝

鎌倉幕府を創設した源頼朝
（伝源頼朝像、在職期間:建久3年 - 建久10年）

頼朝は朝廷に対し「前大将」に代えて「大将軍」号を求め、朝廷は消去法的に「征夷大将軍」を採択し補任した（建久3年、1192年）。
また以下の説もある。

#### 東国の独立政権
源頼朝の一族（河内源氏）は軍事を家業として朝廷に仕える軍事貴族であった。しかし、伊豆の流人生活から東国武士団を率いて反平氏の旗を揚げた。頼朝の当初の立場は朝廷に公認されたものではなかった。頼朝は、まず朝廷から相対的に独立した「東国王権」を築き上げ、京都の朝廷では元号を養和と改元したが、頼朝は、そのまま治承の年号を使用した 。その後、朝廷との関係も含め、先行する平氏政権・源義仲・奥州藤原氏地方政権の3パターンの比較検討から次第に政権構想が練られたのではないかといわれている。
- 平氏政権は、既存の貴族の家格秩序に従って官位昇進をし、天皇の外戚として朝廷の権力を掌握する道を選んだが、平氏の繁栄を誇示するだけになり、地方の実効支配者としての武士の代表としてうまく機能しなかった。これに対し、頼朝は東国の一定の独立性は保ちつつ朝廷に武家権力としての自主的統治権を認めさせるために交渉を重ねていくことになる。
- 平氏を追い落として京都を制圧した源義仲は、200年以上前に存在した征東大将軍に任官された。征東大将軍の官名は東方を征伐する職務を示すもので、東国の頼朝に対抗する義仲の意図が推定される。義仲を滅ぼした頼朝もまたこれに匹敵する称号を望むこととなる。
- 当時の東北地方は、朝廷の支配が及ばない奥州藤原氏の独立した地方政権だった[3]。奥州藤原氏は鎮守府将軍の地位を得て、陸奥国・出羽国における軍政という形での地方統治権を認められ100年支配した[4]。辺境常備軍（征夷大将軍の場合は臨時遠征軍）の現地司令官という性格を持つが故に在京の必要がなく、地方政権の首領には都合が良かった。頼朝自身も鎌倉に留まり続け、京都の朝廷から公認を受けつつ一定の独立性を保持しようとした。

#### 近衛大将から征夷大将軍へ
建久元年（1190年）、頼朝は右近衛大将（右大将）に任官したが、近衛大将は中央近衛軍司令官という性格上在京しなければならず、半月も経ぬうちに辞任した。この右大将は官位相当こそ高いものの、源義仲の征東大将軍のように武士を統率して地方の争乱を鎮圧する地位ではなく、また奥州藤原氏の鎮守府将軍のように東国に独立の勢力圏を擁するに相応しい地位でもない。
そこで注目したのが、征夷大将軍という官職であった。坂東の武士を率いて行う蝦夷（奥州藤原氏）征服に大義名分を得るという目的からしても、また鎮守府将軍と同様に軍政（地方統治権）を敷く名分としても相応しく、故実からも鎮守府将軍より格上である格好の官職だった。
つまり、
- 東国武士の棟梁たる鎌倉殿という私的地位
- 守護（追捕使）・地頭を全国に置き、軍事・警察権を掌握する日本国惣追捕使・日本国惣地頭という公的地位
- 右大将として認知された、家政機関を政所などの公的な政治機関に準ずる扱いを受ける権限

を、全て纏め上げて公的に裏付けられた一体的地位とするのが征夷大将軍職であったという見方もできる。

#### 征夷大将軍の意義
しかし、頼朝にとって征夷大将軍職は、奥州藤原氏征討のためにこそ必要とされた官職であって、奥州合戦を経て実際に任官した建久3年（1192年）にはすでに必要なくなっていたという見方もある。実際に頼朝は征夷大将軍職にあまり固執せず、2年後には辞官の意向を示している。
また、嫡男の頼家は家督継承にあたり、まず左近衛中将、次いで左衛門督に任官されており、征夷大将軍に任官したのはその3年後である。頼家が失脚する比企能員の変の際、惣追撫使・惣地頭の地位の継承が問題となった一方、征夷大将軍職は対象とされていない。従って、この段階の征夷大将軍は、武家の棟梁たる鎌倉殿や日本の軍事的支配者たる惣追撫使・惣地頭の地位と不可分なものではなく、さほど重視されていなかったことが窺える。
ただ、頼家の弟実朝の家督継承の際にはまず征夷大将軍に任官されている。これはクーデターである比企能員の変によって頼家やその嫡子一幡が存命する中で実朝を擁立した北条氏や、幕府を統御し実朝を諸国守護の任に当たらせようと考えた後鳥羽上皇にとって、鎌倉殿実朝の権威化という点で重要な意味を持ち、なおかつ無官の実朝にも任官できる令外官である征夷大将軍が好都合な官職だったからだと考えられている。
頼朝は朝廷の常設最高職である左大臣に相当する正二位でこの職に就き、同時に一部で朝廷との二重政権状態を残しつつ全国に武家支配政権を形作ったため、以降その神格化とともに天下人としての征夷大将軍の称号が徐々に浸透していく。また、後年に至るまで執権・管領・大老などの幕府次席職の官位は従四位止まりであり、（実権が伴わないとしても）将軍のみが隔絶して高い権威として全ての武士の上に君臨する慣習も、この時期に確立されている。

#### 近年明らかになった新事実
これらの通説を覆す新史料として、『三槐荒涼抜書要』所収の『山槐記』建久3年（1192年）7月9日条および12日条に頼朝の征夷大将軍任官の経緯の記述が見つかった。それによると頼朝は、この時、「前右府」の号に代わる「大将軍」を望んだが、「征夷大将軍」を直接望んではいなかった。
それを受けた朝廷で「惣官」「征東大将軍」「征夷大将軍」「上将軍」の4つの候補が提案されて検討された結果、坂上田村麻呂の任官した「征夷大将軍」が吉例であるとして、頼朝を「征夷大将軍」に任官することにしたという。他の候補は、平宗盛の任官した「惣官」や、義仲の任官した「征東大将軍」は凶例であり、また「上将軍」も日本では先例がないとして斥けられた。これは当然の選定と言えるが、頼朝がこれを予期していたのかは不明である。なお従来の多くの研究で、その前提に基づいた「征夷」に重点を置いた解釈がされてきたが再検討の必要が生じている。
頼朝が「大将軍」を望んだ理由としては、10世紀 - 11世紀の鎮守府将軍を先祖に持つ貞盛流平氏・良文流平氏・秀郷流藤原氏・頼義流源氏などが鎮守府「将軍」の末裔であることを自己のアイデンティティとしていた当時において、貞盛流の平氏一門・秀郷流の奥州藤原氏・自らと同じ頼義流源氏の源義仲・源行家・源義経などといった鎮守府「将軍」の末裔たちとの覇権争いを制して唯一の武門の棟梁となり、奥州合戦においても意識的に鎮守府「将軍」源頼義の後継者であることを誇示した頼朝が、自らの地位を象徴するものとして、武士社会における鎮守府「将軍」を超える権威として「大将軍」の称号を望んだとする説が出されている。また、将軍職が武家にとり、戦いを指揮統制する地位で重んじられ、それらの上に立ちまとめる「大将軍」が、武門の棟梁として指揮統制するのに重要だったという説がある。
また、頼朝が征夷大将軍を望んだものの後白河法皇に阻まれたとされる点については、『吾妻鏡』建久3年（1192年）7月26日条の「将軍事、本自雖被懸御意、于今不令達之給、而法皇崩御之後、朝政初度、殊有沙汰被任之間。」等の記述から長く信じられてきたが、近年になって『吾妻鏡』の寿永3年（1184年）4月10日条の記事がこれと矛盾する内容を持つことが指摘された。この記事は頼朝が3月27日の除目で正四位下に叙されたことを源義経の使者が知らせるもので、同条には除目の経緯が書かれている。それによれば、義仲討伐の戦功として、藤原忠文の先例に倣って征夷将軍の地位を与えることを後白河が検討したものの、議論によって叙位のみとなったとされている。ところが『玉葉』の寿永3年（1184年）2月20日及び3月28日条には頼朝からの申状によって、後白河から与えられるはずであった全ての官職を辞退して叙位のみを受けたことが記されている。この『吾妻鏡』と『玉葉』の記述を説明するには、後白河が既に終わった合戦の戦功として征夷将軍（＝征夷大将軍）を与えようとしたものの頼朝が辞退したと解する他なく、平安時代初期の蝦夷征討が終わって久しい当時において、後白河・頼朝が共に征夷大将軍を名誉的な官職と見なし、「武家の棟梁」「東国の支配者」の官職としては認識してはいなかった可能性がある。
さらに、寿永以後頼朝の征夷大将軍補任までの間に征夷将軍・征夷大将軍の地位や職権について議論された形跡が、京都・鎌倉双方の同時代史料からは確認できず、鎌倉殿の持つ権限は特定の官職によるものではなく、寿永二年十月宣旨や文治の勅許等、鎌倉殿が朝廷によって承認されてきた東国支配権や諸国守護権等各種の軍事的・警察的諸権限によるものであり、頼朝・頼家・実朝3代の征夷大将軍自体は職掌・実権のない空名の官職補任以上のものではなかったとされる。
この説によれば、『吾妻鏡』による3代の征夷大将軍補任記事は征夷大将軍の権威が確立した後の脚色記事であり、実際に征夷大将軍補任が政治的意味を持つようになるのは、河内源氏嫡流が断絶して武家源氏（源氏将軍）ではない鎌倉殿（摂家将軍）を迎えた時とされる。摂家将軍を擁立した執権北条氏ら鎌倉幕府側は、鎌倉殿の後継者の地位及び頼朝以来認められてきた諸権限を頼朝以来の3代が共通して補任されてきた空名の官職である征夷大将軍の職権として結びつけた上で、新たな鎌倉殿である摂家将軍や宮将軍への継承を求め、承久の乱後に親幕府派によって掌握された朝廷もこれを認めたことにより、征夷大将軍が「武家の棟梁」「東国の支配者」の官職に転換されたとする見解を採っている。
ただし実朝に関してはそれ以前に朝官の経歴が皆無の者を征夷大将軍に任じた例がなく、さらに実朝が元服以前だったことを考慮するとその任官は前例を見ない緊急事態の中での特異な措置だったと言え、任官時にすでに公卿だった頼朝・頼家と比べればその特異性は明白であって、鎌倉殿を征夷大将軍と一体視する概念は実朝期に成立するとされている。
頼朝以降、武家の棟梁は、征夷大将軍に任官され、高い位であり、皇室に繋がる血筋の伝統となった。

### 摂家将軍・宮将軍
鎌倉時代以降、幕府の政治力は徐々に高まっていった。しかし頼朝の実子として鎌倉殿・将軍に就いた源頼家は権臣の北条氏に比企能員の変で幽閉・暗殺され、その北条氏によって擁立され鎌倉殿・将軍に就いた頼家の弟の源実朝は頼家の子の公暁に暗殺された。
頼朝の直系血統が絶えると、公卿の条件に適う将軍を関東内で戴くことができなくなったため、当初北条氏は皇族の将軍就位を求めたが、後鳥羽上皇に拒絶された。このため頼朝妹の血統をもつ摂関家から2歳の三寅を鎌倉殿に迎え、北条政子（従二位）が後見した（摂家将軍）。
正室となったのは頼家の娘であり、実朝正室西八条禅尼の猶子であった竹御所であった。三寅は6年後に元服した後に藤原頼経を名乗り征夷大将軍に就くが、実権は乏しく、傀儡であったと見られている。しかし北条泰時死後の混乱につけこみ、反得宗家の御家人を糾合して長子北条経時の執権就任に反対するなどの動きを見せた。この直後、子の藤原頼嗣が6歳で元服し、将軍職を譲らされるが、これはその影響であったと見られている。しかし頼経はその後も隠然とした勢力を保ち、名越光時ら反得宗勢力と連携して北条時頼と対立し（宮騒動）、その直後京都に送還された。また頼嗣も、僧了行らの謀反事件の煽りを受けて廃位されている。
その後、皇族が将軍として迎えられ、いわゆる「宮将軍」となったが、「得宗専制」と称される幕府の中では、得宗家の傀儡に過ぎなかったという見方が支配的である。六代将軍宗尊親王は正室の密通事件が発生する中で謀反の嫌疑をかけられて京都に送還され、七代将軍惟康親王は自身の地位を持明院統と大覚寺統による両統迭立問題に翻弄された形となり『増鏡』において「将軍宮こに流され」と表現されるように、ほぼ罪人扱いで京都に追放されている。久明親王は理由は不明であるが33歳で辞任して京都に戻り、守邦親王は鎌倉幕府の滅亡とともに出家した。

### 建武政権・室町時代の将軍

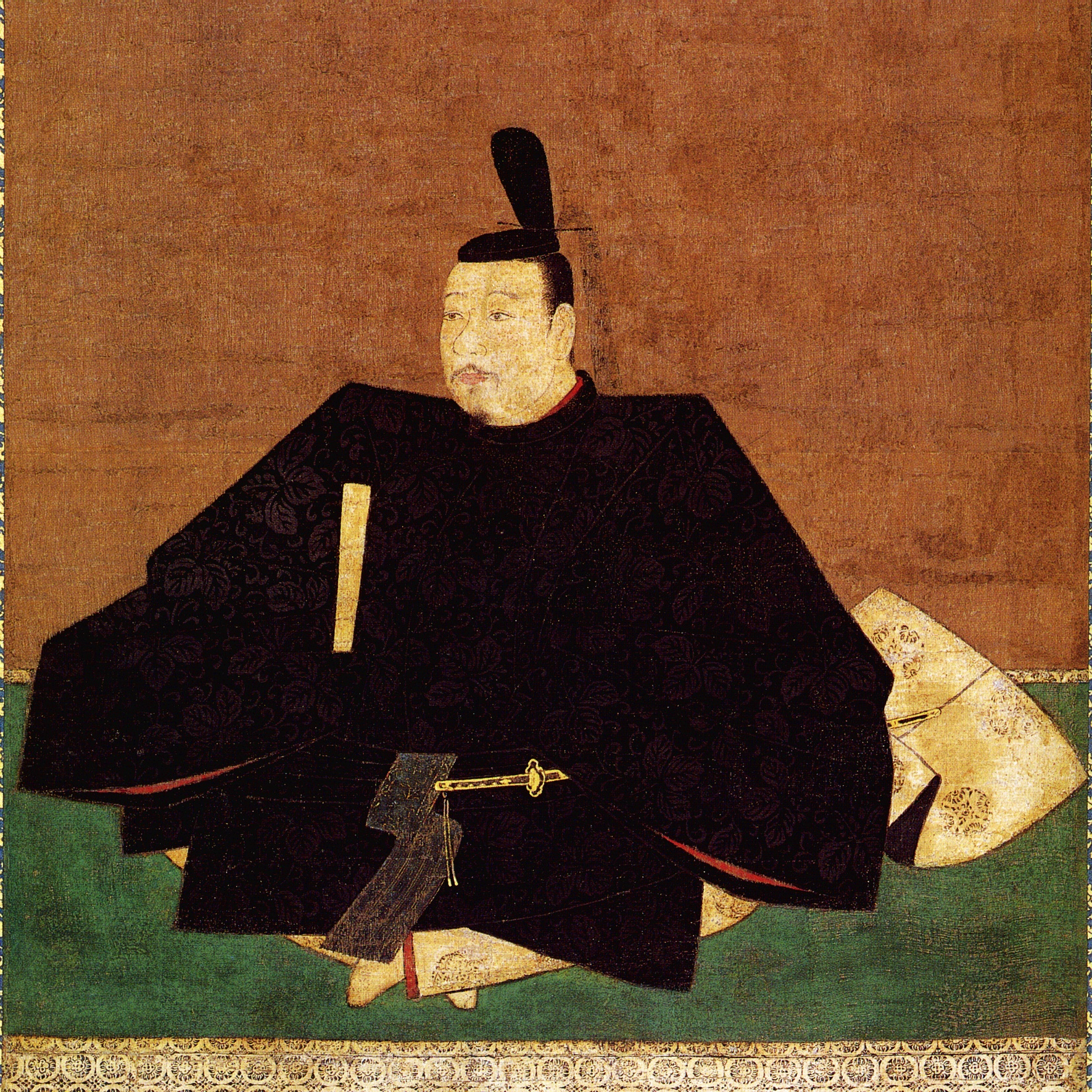
室町幕府を創設した足利尊氏
（浄土寺所蔵の伝足利尊氏像、在職期間:延元3年 - 延文3年）

元弘の乱で鎌倉幕府を打倒した後醍醐天皇は、天皇公家の親政と国衙復活を目指したが、その時期に征夷大将軍に就任したのが護良親王、成良親王で、鎌倉時代後期の宮将軍以降は皇族が将軍であるのが常識だった。だがその後、後醍醐の建武政権は恩賞や領地を巡り、武家との対立が勃発した。足利尊氏の叛旗で建武政権は瓦解し、尊氏は北朝を奉じて征夷大将軍に就任し京都に室町幕府を開くが、有力守護の細川氏・斯波氏・畠山氏などとの連立政権となり、公武政権の特色が増した。
だが、室町幕府3代将軍足利義満は公武両権力の頂点に立った。それ以降、征夷大将軍は武家の最高権威となった（ただし、実質的権力については、前将軍である室町殿や大御所が握っている場合もあり、必ずしも征夷大将軍が握っていたわけではない）。足利義満の王権簒奪で朝廷は統治権を失い、政治権力は史上最も低下した。将軍職を嫡男の足利義持へ譲ったのちも、権力は治天の位置を占めた義満に集中したままだった。
応永15年（1408年）5月、義満の急死後に将軍の権限が急速に回復し、細川管領と斯波義将ら宿老との連携の中、将軍権力と幕府機能が復活し、義満の政庁北山第も現・金閣を残し取り壊した。以降に天皇と朝廷は揺り戻しや戦国大名の貴族化と猟官への接近による権威再建はあったが、統治権のない権威としての政府となり、幕府こそが日本全土を実質統治する政府となった。
足利義教の代には頻繁に守護大名家の相続に介入して独裁的な権力を行使したが、その殺害と守護大名主導の叛乱鎮圧により再び将軍権力は低下した。義政の代には、守護大名間の武力抗争に対し、朝廷のように半ば超然と振舞う存在となった。その子の足利義尚は実権回復を図り六角氏討伐軍を自ら率いたが、中途で病死し果たせなかった。
南北朝時代には、南朝の北畠顕家が鎮守府将軍を鎮守府大将軍として名乗ることを認められているが、これは清華家の家格を有する北畠家にとっては、鎮守府将軍は明らかに卑職であることを顕家が嫌ったためである。

### 戦国時代の将軍
将軍足利義材は義尚の果たせなかった六角親征に成功し、細川政元と対立。畠山征伐として河内に出兵した留守にクーデターを起こされ将軍職を失った（明応の政変）。幕政は細川氏支配が確立し、幕府と将軍の全国統治の権力は消滅して室町幕府は畿内を支配する地方政権となる。
武家に対する将軍の権威はある程度は残ったが、戦国大名が成立して、将軍は有力大名の意向には逆らいにくく、敵対すると大永元年（1521年）頃から出奔逃亡し京都に常にとどまれず「流れ公方」と嘲笑された。将軍の守護補任権が断続的になり天皇の国司任命が復活し、官位の朝廷取次権限が行使できず直奏となり、将軍権力が縮小した。
天文22年（1553年）、13代将軍の義輝は三好政権を成立させた三好長慶に反撃を試み、洛外の近江国朽木に追放され、5年後和睦し戻ったが、永禄8年5月（1565年6月）永禄の変で二条御所を軍勢で襲われ殺害され、将軍といえども不犯の存在ではなくなった。そのため、弟の足利義昭は織田信長の協力を得て、三好政権が擁立した14代将軍足利義栄が急死する中、奉じられ上洛し15代将軍となり、室町幕府を再建し畿内支配を復活させた。
だが、義昭は室町幕府創設時からの伝統の、武田信玄など他の有力大名との複数提携を目指したためやがて信長と対立、義昭は信長へ兵を挙げたが捕らえられ京都から追放された。室町幕府は官僚の奉公衆の伊勢氏など多くは明智光秀に引き継がれ実質消滅した。だが足利家の家職化した将軍を朝廷は積極的に解官せず、その後の織豊政権は征夷大将軍・幕府体制とは異なる政権樹立をしたので、義昭は豊臣政権の初めに辞官するまで将軍職だった。

### 江戸時代の将軍

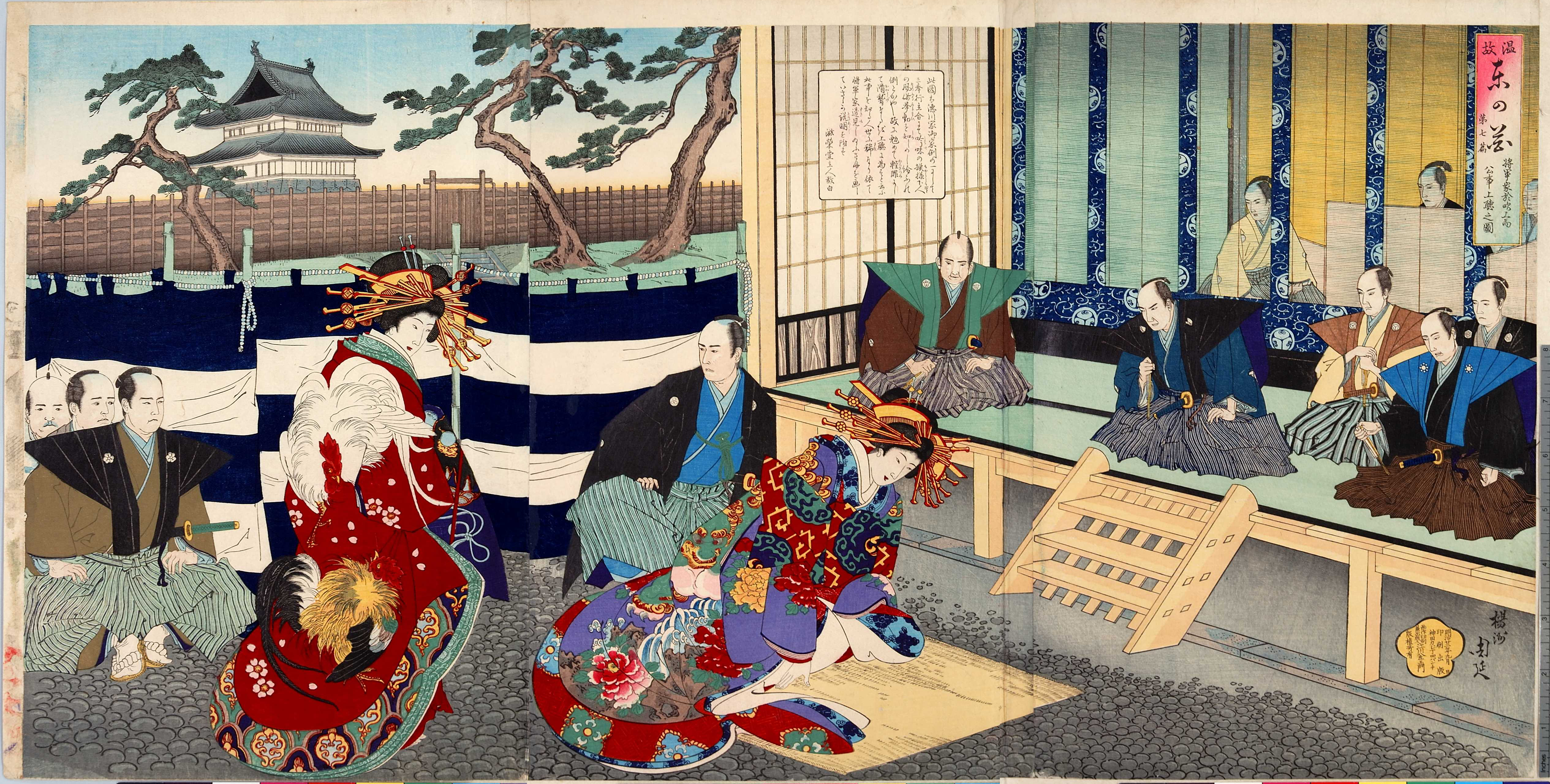
江戸城吹上で将軍が訴訟を審理する絵。楊洲周延画

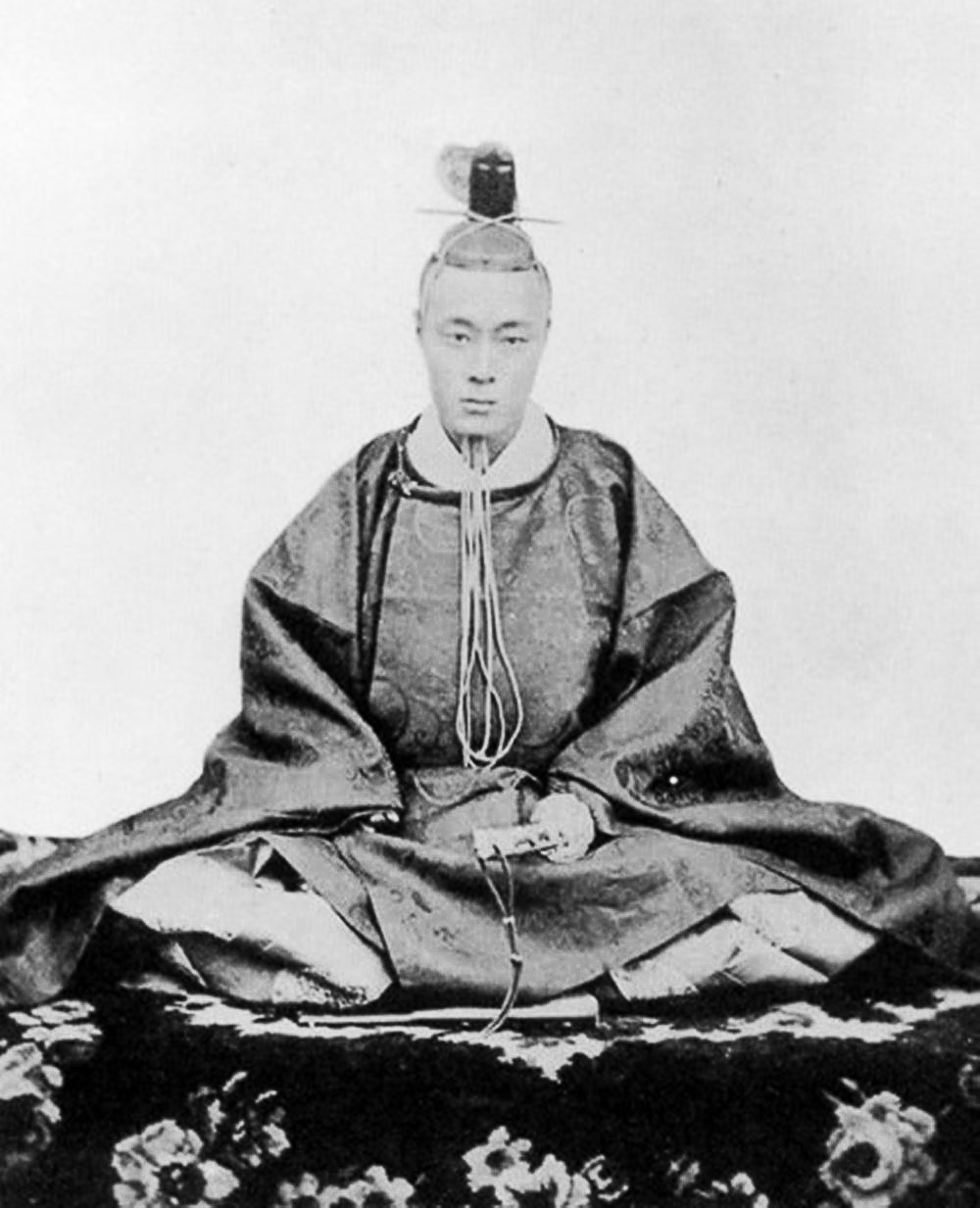
最後の将軍となった徳川慶喜
（在任：慶応2年 - 同3年）

慶長5年（1600年）の関ヶ原の戦いに勝利し、豊臣政権内での対抗勢力を一掃した徳川家康は、豊臣氏に従属しない独自の公儀としての立場を確立するため、慶長8年（1603年）に征夷大将軍に就く。2年後には嫡男の徳川秀忠に将軍職を譲り、将軍職を家職として今後も徳川家が代々武家の棟梁であり続けることを示した。後に江戸幕府と呼ばれるようになるこの徳川政権では、かつての鎌倉幕府や室町幕府では常態化した権臣の力が将軍のそれを凌駕するような事態は一切生じなかった。
しかし幕末になると開国問題を契機として朝廷の権威と雄藩の政治力が高まり、それと共に将軍の公儀としての力は失墜、公武合体や大政委任論で公儀の再定義を試みるが行き詰まる。
慶応3年（1867年）、徳川慶喜は征夷大将軍を辞任、名目上の「大政」権を朝廷に返上（大政奉還）しつつ、引き続き日本最大の領主である徳川家当主が公議政体の実質的主宰者たらんことを狙った。しかし直後の王政復古の大号令で慶喜を締め出した新政権が発足、同時に征夷大将軍や関白など天皇親政を掣肘する官職は廃止された。

## 征夷大将軍に関する説とそれ以外の武家政権

### 源平交代思想と源氏将軍
源頼朝が東国の軍政（地方統治権）という意味に注目し征夷大将軍という官職を望んだという説以外にも、日本史上の武家政権は、平氏（桓武平氏）と源氏（清和源氏）が交代するという源平交代思想や、源氏であることが征夷大将軍に任ぜられる条件であるという源氏将軍説が存在した。しかし実際には、頼朝以降に限っても、摂家将軍や皇族将軍の例があり、清和源氏以外に藤原氏や皇族、後嵯峨源氏も就任しており、平氏を自称していた織田信長も天皇によって征夷大将軍に推任されたとされる（三職推任）など、征夷大将軍になれるのは源氏に限られているわけではない。また征夷大将軍ならば源氏長者のような印象があるが、これは足利義満以降の事である。

### 豊臣秀吉
豊臣秀吉は、戦国時代を統一して天下人となりながら、他の天下人である源頼朝や足利氏、徳川家康とは異なり征夷大将軍になることはなかった。そのため、実は秀吉も征夷大将軍の就任を目指していたが、出自の関係から結局なることができなかったとする説が、江戸時代の儒学者である林羅山著書の『豊臣秀吉譜』において、秀吉は将軍になるために前将軍の足利義昭の養子になろうとしたが失敗したとする逸話が書かれ広まった。しかしそれは徳川幕府称賛のための捏造という指摘もある。また、秀吉は摂家の人事紛争に乗じ近衛前久の猶子となることで、征夷大将軍の就任よりも困難である関白への就任を実現させている。公家以外の身分で関白に就任したのは豊臣秀吉が初であり、朝廷にとっては征夷大将軍就任よりも関白就任の方が遥かに抵抗感が強かったとされる。そもそも秀吉は朝廷から公卿就任時に、征夷大将軍の兼任を勧められていたと記載する史料もある。
なお、織田・豊臣期の征夷大将軍に関しては、当時の人々の間に征夷大将軍は足利家の家職と認識されており、源氏出身か否かとは別の意味で「将軍職は足利家以外にありえない」という観念が存在していたために、京都を追放されて実権を失った足利義昭が征夷大将軍として認められ続け、朝廷も積極的な解任を行わなかったとする見方もある。

## 征夷大将軍の一覧

### 注
- 源頼朝より前については、蝦夷征討使の長官にして、征夷大将軍に準じる性質のものを全て採録した。古例の場合、「大使」は「大将軍」と同義であるとされる。

### 一覧
| 歴代                                             | 名                    | 補任                                | 解任                                 | 備考 |
| 古例（源頼朝以前）                               | 古例（源頼朝以前）    | 古例（源頼朝以前）                  | 古例（源頼朝以前）                   | 古例（源頼朝以前） |
| ------------------------------------------------ | --------------------- | ----------------------------------- | ------------------------------------ | --- |
| —                                                | 巨勢麻呂              | 和銅2年3月5日 （709年4月19日）      | —                                    | 鎮東将軍 左大弁正四位下                                                                                                   |
| —                                                | 多治比県守            | 養老4年9月29日 （720年11月3日）     | 養老5年4月 （721年5月）              | 持節征夷将軍 播磨按察使正四位下                                                                                           |
| —                                                | 藤原宇合              | 神亀元年4月7日 （724年5月4日）      | 神亀2年閏1月 （725年3月）            | 持節大将軍 式部卿正四位上                                                                                                 |
| —                                                | 藤原麻呂              | 天平9年1月 （737年2月）             | —                                    | 持節大使 参議従三位兼兵部卿                                                                                               |
| —                                                | 藤原継縄              | 宝亀11年3月28日 （780年5月7日）     | —                                    | 征東大使 中納言従三位兼兵部卿                                                                                             |
| —                                                | 藤原小黒麻呂          | 宝亀11年9月23日 （780年10月25日）   | 天応元年8月 （781年9月）             | 持節征東大使 参議正四位下兼右衛士督                                                                                       |
| —                                                | 大伴家持              | 延暦3年2月24日 （784年3月19日）     | 延暦4年8月28日 （785年10月5日）      | 持節征東将軍 中納言従三位兼春宮大夫陸奥按察使 → 同左                                                                      |
| —                                                | 紀古佐美              | 延暦7年7月6日 （788年8月11日）      | 延暦8年9月8日 （789年10月1日）       | 征東大将軍（『公卿補任』は征夷大将軍に作る） 参議左大弁正四位下兼春宮大夫 → 同左                                          |
| —                                                | 大伴弟麻呂            | 延暦10年7月13日 （791年8月17日）    | 延暦14年1月29日 （795年2月23日）     | 初め征東大使、延暦13年（794年）征夷大将軍として初見 従四位下 → 従三位・勲二等                                             |
| —                                                | 坂上田村麻呂          | 延暦16年11月5日 （797年11月27日）   | 延暦20年10月28日 （801年12月7日）    | 陸奥出羽按察使従四位下兼陸奥守 → 大納言正三位 贈従二位                                                                    |
| （還任）                                         | 坂上田村麻呂          | 延暦23年1月28日 （804年3月13日）    | 大同5年9月10日？ （810年10月11日？） | 陸奥出羽按察使従四位下兼陸奥守 → 大納言正三位 贈従二位                                                                    |
| —                                                | 文室綿麻呂            | 弘仁2年4月17日 （811年5月12日）     | —                                    | 征夷将軍 参議正四位上大蔵卿兼陸奥出羽按察使 → 参議従三位                                                                  |
| （還任）                                         | 文室綿麻呂            | 弘仁4年5月30日 （813年7月1日）      | 弘仁7年 （816年）                    | 征夷将軍 参議正四位上大蔵卿兼陸奥出羽按察使 → 参議従三位                                                                  |
| —                                                | 藤原忠文              | 天慶3年1月19日 （940年2月29日）     | 天慶3年5月15日 （940年6月23日）      | 征東大将軍 参議正四位下修理大夫兼右衛門督                                                                                 |
| —                                                | 源義仲 （木曾義仲）   | 寿永3年1月10日 （1184年2月23日）    | 寿永3年1月20日 （1184年3月4日）      | 征東大将軍 従四位下伊予守                                                                                                 |
| 鎌倉                                             |                       |                                     |                                      | |
| 鎌倉:1                                           | 源頼朝                | 建久3年7月12日 （1192年8月21日）    | 建久10年1月13日 （1199年2月9日）     | 建久5年（1194年）解任の説あり。 正二位前権大納言 → 同左                                                                   |
| 鎌倉:2                                           | 源頼家                | 建仁2年7月23日 （1202年8月12日）    | 建仁3年9月7日 （1203年10月13日）     | 従二位左衛門督 → 正二位                                                                                                   |
| 鎌倉:3                                           | 源実朝                | 建仁3年9月7日 （1203年10月13日）    | 建保7年1月27日 （1219年2月13日）     | 従五位下 → 右大臣正二位左近衛大将                                                                                         |
| 鎌倉:4                                           | 藤原頼経 （九条頼経） | 嘉禄2年1月27日 （1226年2月25日）    | 寛元2年4月28日 （1244年6月5日）      | 摂家将軍、九条道家の子。 正五位下右近衛権少将 → 正二位前権大納言                                                          |
| 鎌倉:5                                           | 藤原頼嗣 （九条頼嗣） | 寛元2年4月28日 （1244年6月5日）     | 建長4年2月20日 （1252年3月31日）     | 摂家将軍、藤原頼経の子。 従五位上右近衛権少将 → 従三位左近衛中将                                                          |
| 鎌倉:6                                           | 宗尊親王              | 建長4年4月1日 （1252年5月10日）     | 文永3年7月20日 （1266年8月21日）     | 宮将軍、後嵯峨天皇の皇子。 三品 → 一品中務卿                                                                              |
| 鎌倉:7                                           | 惟康親王              | 文永3年7月24日 （1266年8月25日）    | 正応2年9月14日 （1289年9月29日）     | 宮将軍、宗尊親王の王子。 従四位下 → 二品                                                                                  |
| 鎌倉:8                                           | 久明親王              | 正応2年10月9日 （1289年10月24日）   | 徳治3年8月4日 （1308年8月20日）      | 宮将軍、後深草天皇の皇子。 三品 → 一品式部卿                                                                              |
| 鎌倉:9                                           | 守邦親王              | 徳治3年8月10日 （1308年8月26日）    | 正慶2年5月22日 （1333年7月4日）      | 宮将軍、久明親王の王子。 三品 → 二品                                                                                      |
| 建武                                             |                       |                                     |                                      | |
| 建武                                             | 護良親王              | 元弘3年6月13日 （1333年7月25日）    | 元弘3年9月 （1333年10月）            | 宮将軍、後醍醐天皇の皇子。 二品兵部卿 → 同左                                                                              |
| 建武                                             | 成良親王              | 建武2年8月1日 （1335年8月19日）     | 建武3年2月 （1336年3月）             | 宮将軍、後醍醐天皇の皇子。 上野太守四品 → 同左                                                                            |
| 建武                                             | 足利尊氏              | 建武2年8月9日 （1335年8月27日）     | 建武2年11月26日？ （1336年1月9日？） | 征東将軍 中先代の乱討伐に伴う東下を追認する形で補任される。                                                               |
| 室町 / 南朝                                      |                       |                                     |                                      | |
| 室町:1                                           | 足利尊氏              | 建武5年8月11日 （1338年9月24日）    | 正平7年閏2月6日 （1352年3月22日）    | 正二位権大納言 |
| 南朝                                             | 興良親王              | 延元4年 （1339年）                  | —                                    | 宮将軍、護良親王の王子。 二品兵部卿？                                                                                     |
| 南朝                                             | 宗良親王              | 正平7年閏2月6日 （1352年3月22日）   | —                                    | 宮将軍（征東将軍の説あり）、後醍醐天皇の皇子。 一品式部卿 → 同左                                                          |
| 室町:1 （還任）                                  | 足利尊氏              | 観応3年6月27日 （1352年8月7日）     | 延文3年4月30日 （1358年6月7日）      | 足利尊氏の還任。 正二位権大納言 贈従一位太政大臣                                                                          |
| 室町:2                                           | 足利義詮              | 延文3年12月8日 （1359年1月7日）     | 貞治6年12月7日 （1367年12月28日）    | 参議従三位左近衛中将 → 正二位権大納言 贈従一位左大臣                                                                      |
| 室町:3                                           | 足利義満              | 応安元年12月30日 （1369年2月7日）   | 応永元年12月17日 （1395年1月8日）    | 従五位下左馬頭 → 准三宮従一位前左大臣 将軍解任後、太政大臣                                                                |
| 南朝                                             | （尹良親王）          | 元中3年8月8日？ （1386年9月2日？）  | —                                    | 宮将軍、宗良親王の王子という。 同時代史料に見えないため、実在が疑問視されている。                                         |
| 室町:4                                           | 足利義持              | 応永元年12月17日 （1395年1月8日）   | 応永30年3月18日 （1423年4月28日）    | 正五位下左近衛中将 → 従一位前内大臣 贈太政大臣                                                                            |
| 室町:5                                           | 足利義量              | 応永30年3月18日 （1423年4月28日）   | 応永32年2月27日 （1425年3月17日）    | 正五位下右近衛中将 → 参議正四位下右近衛中将 贈従一位左大臣                                                                |
| 室町:6                                           | 足利義教              | 正長2年3月15日 （1429年4月18日）    | 嘉吉元年6月24日 （1441年7月12日）    | 参議左近衛中将従四位下 → 従一位前左大臣 贈太政大臣                                                                        |
| 室町:7                                           | 足利義勝              | 嘉吉2年11月17日 （1442年12月19日）  | 嘉吉3年7月21日 （1443年8月16日）     | 正五位下左近衛中将 → 従四位下左近衛中将 贈左大臣従一位                                                                    |
| 室町:8                                           | 足利義政              | 文安6年4月29日 （1449年5月21日）    | 文明5年12月19日 （1474年1月7日）     | 正五位下左馬頭 → 准三宮従一位前左大臣 贈太政大臣                                                                          |
| 室町:9                                           | 足利義尚              | 文明5年12月19日 （1474年1月7日）    | 長享3年3月26日 （1489年4月26日）     | 従五位下左近衛中将 → 従一位内大臣右近衛大将 贈太政大臣                                                                    |
| 室町:10                                          | 足利義材              | 延徳2年7月5日 （1490年7月22日）     | 明応2年6月29日 （1493年8月11日）     | 従四位下右近衛中将 → 参議右近衛中将従四位下                                                                               |
| 室町:11                                          | 足利義澄              | 明応3年12月27日 （1495年1月23日）   | 永正5年4月16日 （1508年5月15日）     | 正五位下左馬頭 → 参議従三位左近衛中将 贈従一位太政大臣                                                                    |
| 室町:10 （還任）                                 | 足利義稙              | 永正5年7月1日 （1508年7月28日）     | 大永元年12月25日 （1522年1月22日）   | 足利義材の還任。 従三位権大納言 → 従二位権大納言 贈従一位太政大臣                                                         |
| 室町:12                                          | 足利義晴              | 大永元年12月25日 （1522年1月22日）  | 天文15年12月20日 （1547年1月11日）   | 正五位下左馬頭 → 従三位権大納言右近衛大将 贈従一位左大臣                                                                  |
| 室町:13                                          | 足利義輝              | 天文15年12月20日 （1547年1月11日）  | 永禄8年5月19日 （1565年6月17日）     | 従四位下左馬頭 → 参議左近衛中将従四位下 贈従一位左大臣                                                                    |
| 室町:14                                          | 足利義栄              | 永禄11年2月8日 （1568年3月6日）     | 永禄11年9月 （1568年10月）           | 従五位下左馬頭 → 同左 |
| 室町:15                                          | 足利義昭              | 永禄11年10月18日 （1568年11月7日）  | 天正16年1月13日 （1588年2月9日）     | 参議左近衛中将従四位下 → 従三位権大納言 将軍解任後、准三宮                                                                |
| 江戸                                             |                       |                                     |                                      | |
| 江戸:1                                           | 徳川家康              | 慶長8年2月12日 （1603年3月24日）    | 慶長10年4月16日 （1605年6月2日）     | 従一位右大臣 → 従一位前右大臣 将軍解任後、太政大臣。贈正一位東照大権現                                                    |
| 江戸:2                                           | 徳川秀忠              | 慶長10年4月16日 （1605年6月2日）    | 元和9年7月27日 （1623年8月23日）     | 内大臣正二位右近衛大将 → 従一位右大臣右近衛大将 将軍解任後、太政大臣。贈正一位                                            |
| 江戸:3                                           | 徳川家光              | 元和9年7月27日 （1623年8月23日）    | 慶安4年4月20日 （1651年6月8日）      | 内大臣正二位右近衛大将 → 従一位左大臣右近衛大将 太政大臣宣下固辞。贈太政大臣正一位                                        |
| 江戸:4                                           | 徳川家綱              | 慶安4年7月26日 （1651年9月10日）    | 延宝8年5月8日 （1680年6月4日）       | 内大臣正二位右近衛大将 → 右大臣正二位右近衛大将 贈太政大臣正一位                                                          |
| 江戸:5                                           | 徳川綱吉              | 延宝8年7月18日 （1680年8月12日）    | 宝永6年1月10日 （1709年2月19日）     | 内大臣正二位右近衛大将 → 右大臣正二位右近衛大将 贈太政大臣正一位                                                          |
| 江戸:6                                           | 徳川家宣              | 宝永6年4月2日 （1709年5月11日）     | 正徳2年10月14日 （1712年11月12日）   | 内大臣正二位右近衛大将 → 同左 贈太政大臣正一位                                                                            |
| 江戸:7                                           | 徳川家継              | 正徳3年3月4日 （1713年3月29日）     | 正徳6年4月30日 （1716年6月19日）     | 内大臣正二位右近衛大将 → 同左 贈太政大臣正一位                                                                            |
| 江戸:8                                           | 徳川吉宗              | 享保元年7月18日 （1716年9月3日）    | 延享2年9月25日 （1745年10月20日）    | 内大臣正二位右近衛大将 → 右大臣正二位 贈太政大臣正一位                                                                    |
| 江戸:9                                           | 徳川家重              | 延享2年10月7日 （1745年10月31日）   | 宝暦10年5月13日 （1760年6月25日）    | 内大臣正二位右近衛大将 → 右大臣正二位 贈太政大臣正一位                                                                    |
| 江戸:10                                          | 徳川家治              | 宝暦10年7月2日 （1760年8月12日）    | 天明6年9月8日 （1786年9月29日）      | 内大臣正二位右近衛大将 → 右大臣正二位右近衛大将 贈太政大臣正一位                                                          |
| 江戸:11                                          | 徳川家斉              | 天明7年3月6日 （1787年4月23日）     | 天保8年4月2日 （1837年5月6日）       | 内大臣正二位右近衛大将 → 従一位太政大臣 贈正一位                                                                          |
| 江戸:12                                          | 徳川家慶              | 天保8年8月5日 （1837年9月4日）      | 嘉永6年6月22日 （1853年7月27日）     | 従一位左大臣左近衛大将 → 同左 贈太政大臣正一位                                                                            |
| 江戸:13                                          | 徳川家定              | 嘉永6年10月23日 （1853年11月23日）  | 安政5年7月6日 （1858年8月14日）      | 内大臣正二位右近衛大将 → 内大臣従一位右近衛大将 贈太政大臣正一位                                                          |
| 江戸:14                                          | 徳川家茂              | 安政5年10月25日 （1858年11月30日）  | 慶応2年7月20日 （1866年8月29日）     | 内大臣正二位右近衛大将 → 従一位右大臣右近衛大将 贈太政大臣正一位                                                          |
| 江戸:15                                          | 徳川慶喜              | 慶応2年12月5日 （1867年1月10日）    | 慶応3年12月9日 （1868年1月3日）      | 正二位権大納言右近衛大将 → 内大臣正二位右近衛大将 明治維新後、従一位公爵貴族院議員勲一等旭日大綬章 贈勲一等旭日桐花大綬章 |
| 贈征夷大将軍（没後に征夷大将軍を追贈された人物） |                       |                                     |                                      | |
|                                                  | 徳川綱重              | 宝永7年8月23日（1710年9月16日）追贈 | 宝永7年8月23日（1710年9月16日）追贈  | 甲斐甲府藩主、江戸幕府6代徳川家宣の父。 参議正三位、贈権中納言従三位、のち贈太政大臣正一位                                |

#### 改名
1. ↑  惟康王→源惟康→惟康親王
2. ↑  高氏→尊氏
3. ↑  義宣→義教
4. ↑  義成→義政
5. ↑  義尚→義煕
6. 1 2  義材→義尹→義稙
7. ↑  義高→義遐→義澄
8. ↑  義藤→義輝
9. ↑  義親→義栄
10. ↑  義秋→義昭
11. ↑  松平元信→松平元康→徳川家康
12. ↑  綱豊→家宣
13. ↑  松平頼方→徳川吉宗
14. ↑  家祥→家定
15. ↑  慶福→家茂
16. ↑  松平昭致→慶喜